# This Love
This Love (Ова љубав) је други сингл са хит албума групе Maroon 5, Songs About Jane. Песма је објављена 27. јануара 2004. године и постала је један од највећих хитова бенда, препознатљива по снажној мелодији и искреним, еротским стиховима инспирисаним личним искуствима главног певача Адама Левина током прекида везе са девојком. Кање Вест је, између осталих, урадио ремикс за ову песму, која је названа „This Love (Kanye West remix).“.

## Позадина и настанак
Према речима Адама Левина, песма је настала у једном од најемотивнијих периода његовог живота, непосредно након раскида са девојком. Ливајн је описао да је текст настао док је његова девојка напуштала град, што је донело додатну снагу и искреност у песму. Песма је написана у сарадњи са Џесијем Кармајклом и снимљена током 2002. године.

## Музички стил и продукција
"This Love" се издваја карактеристичном клавирском линијом и понављајућим гитарским рифом, са утицајем фанк и R&B музике, а често се истиче инспирација Стивијем Вандером. Песма је у тону ц-мола, са умереним темпом од 95 удараца у минути. Продукцију је обликовао Марк Ендерт, који је миксовао песму за коначну верзију албума.

## Тема и текст
Текст песме је отворено еротски и говори о страсти, жељи и болу због прекида, али и о снажној сексуалној привлачности између партнера. Ливајн је више пута наглашавао да је песма „екстремно еротска“, што се види у стиховима попут „I tried my best to feed her appetite / To keep her coming every night / So hard to keep her satisfied“.

## Пријем и критике
"This Love" је добила изузетно позитивне критике. Музички критичари су хвалили заразан рефрен, динамичну продукцију и искреност у изражавању емоција. Песма је често описивана као савршена комбинација попа, рока и фанка са урбаним вокалом и снажном енергијом. Многи музичари и критичари су је истицали као један од најбољих примера модерне поп-рок продукције почетком 2000-их.

## Спот
Спот за ову песму је био страстан и воајеристички, јер приказује Адама Левина и тадашњу девојку Кели Мекеј у различитим положајима у кревету, симулирајући сексуални однос. Због експлицитних сцена, МТВ је цензурисао и забранио спот на одређено време, посебно након контроверзе током полувремена Супер Боула 2004. године. Упркос забрани, спот је освојио награду за најбољег новог извођача на МТВ видео музичким наградама 2004. године и био је један од најгледанијих спотова те године.

## Успеси на листама
је други хит групе Maroon 5 који је достигао Топ 20 листу, а први који је достигао првих 5 у САД. Песма је ушла у топ 10 у више од 12 земаља и више од 14 недеља провела на UK Official Singles Chart, где је достигла треће место. У САД, песма је достигла пето место на Billboard Hot 100 и била је број један на Hot Adult Top 40 Tracks.
| Листа (2003/2004) | Највећи положај |
| ----------------- | --------------- |
|                   | 5               |
|                   | 21              |
|                   | 18              |
|                   | 1               |
|                   | 8               |
|                   | 3               |

## Награде и признања
Песма је донела бенду бројна признања:
- МТВ видео музичка награда за најбољег новог извођача (2004)[5]
- Греми награда за најбољи поп наступ групе или дуета са вокалом (2006, за live верзију)[8]
- NRJ Music Award за најбољу интернационалну песму (2005)[9]
- Песма је проглашена једном од најбољих у каријери бенда, а музички магазини и портали су је често уврштавали међу најбоље песме Maroon 5.

## Утицај и наслеђе
"This Love" је значајно утицала на популарност Maroon 5, позиционирајући их као водећи поп-рок бенд почетка 2000-их. Песма је постала препознатљива по снажном рефрену, динамичној продукцији и провокативном споту. Са преко милијарду стримова на музичким платформама, песма је остала један од највећих хитова бенда.

## Верзије и ремикси
Поред оригиналне верзије, објављена је и акустична верзија на EP издању 1.22.03.Acoustic. Такође је познат званични ремикс који је урадио Кање Вест.

## Извори
1. 1 2 3  https://www.songfacts.com/facts/maroon-5/this-love
2. 1 2  https://www.discogs.com/Maroon-5-This-Love-Kanye-West-Remix/release/
3. 1 2  https://www.mixonline.com/recording/classic-tracks-this-love-maroon-5
4. ↑  https://repository.unair.ac.id/116432/4/4.%20BAB%20I%20PENDAHULUAN.pdf
5. 1 2  https://www.mtv.com/vma/2004
6. ↑  https://www.officialcharts.com/songs/maroon-5-this-love/
7. ↑  https://www.billboard.com/music/maroon-5/chart-history/HSI/song/381497
8. ↑  https://www.grammy.com/grammys/awards/48th-annual-grammy-awards-2006
9. ↑  https://www.nrj.fr/music-awards/2005
10. ↑  https://www.allmusic.com/album/1-22-03-acoustic-mw0000327963